# کریسمس من
کریسمس من (به انگلیسی: My Kind of Christmas) سومین آلبوم استودیویی و اولین آلبوم کریسمسی خواننده آمریکایی کریستینا آگیلرا است که در ۲۴ اکتبر ۲۰۰۰ منتشر شد.